# Philenoptera
Philenoptera es un género de plantas con flores  perteneciente a la familia Fabaceae. Comprende 15 especies descritas y de estas, solo 6 aceptadas.

## Taxonomía
El género fue descrito por Hochst. ex A.Rich. y publicado en Tentamen Florae Abyssinicae . . . 1: 232. 1847. La especie tipo es: Dicrocaulon pearsonii N.E. Br.  

## Especies aceptadas
A continuación se brinda un listado de las especies del género Philenoptera aceptadas hasta febrero de 2014, ordenadas alfabéticamente. Para cada una se indica el nombre binomial seguido del autor, abreviado según las convenciones y usos.
- Philenoptera bussei (Harms) Schrire
- Philenoptera cyanescens (Schum. & Thonn.) Roberty
- Philenoptera madagascariensis (Vatke) Schrire
- Philenoptera nelsii (Schinz) Schrire
- Philenoptera pallescens (Welw. ex Baker) Schrire
- Philenoptera violacea (Klotzsch) Schrire